# یاسی آدا

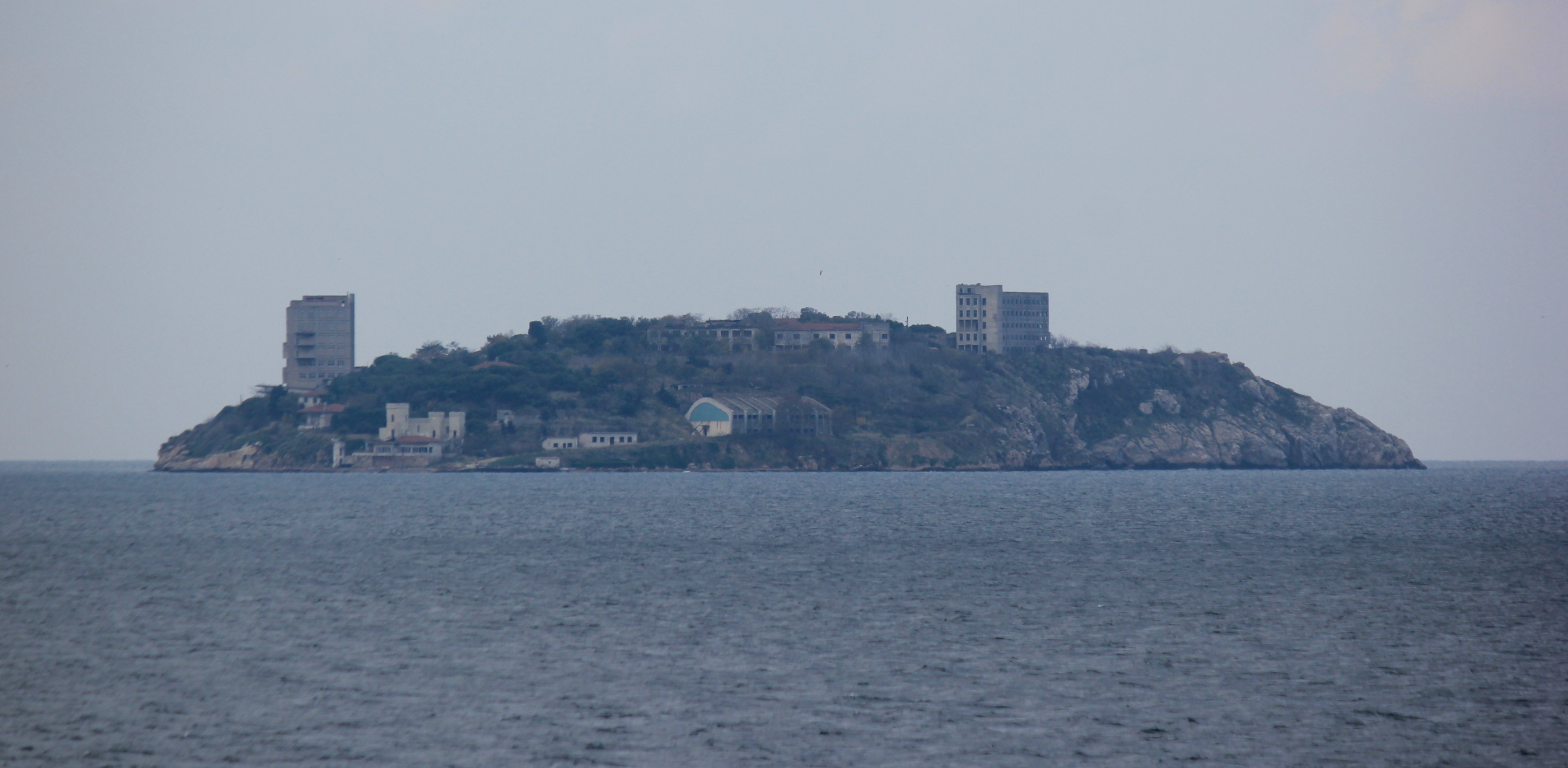

جزیره یاسی آدا (Yassıada) که امروزه به نام جزیره دموکراسی و آزادی (Democracy and Freedom Island) نیز شناخته می‌شود؛ یکی از جزیره‌های مجموعه جزایر پرنس است که در دریای مرمره و قسمت جنوب شرقی استانبول قرار گرفته‌است. نام قدیمی این جزیره کوچک Plati (Greek: Πλάτη) بوده‌است که معنایی برابر جزیره مسطح دارد. جزیره یاسی آدا مساحتی برابر با ۰٫۰۵ کیلومتر مربع دارد و به‌طور رسمی در منطقه آدالار استانبول قرار دارد.
در زمان بیزانس این جزیره برای تبعید افراد برجسته استفاده می‌شد و از قرن یازدهم به بعد از یاسی آدا برای زندانی کردن افراد سیاسی استفاده می‌کردند بقایایی از ۴ سلول زندان‌های زیر زمینی همچنان در این محل قابل مشاهده هستند. یکی از افرادی که به این جزیره تبعید شد در سال ۸۶۰ میلادی یک کلیسا در این جزیره ساخت که از تونل‌های زیرین آن به عنوان زندان و سیاهچال استفاده می‌شد.